# 拉图尔圣热兰
拉图尔圣热兰（法語：La Tour-Saint-Gelin，法語發音：[la tuʁ sɛ̃ ʒəlɛ̃]）是法国安德尔-卢瓦尔省的一个市镇，位于该省西南部，属于希农区。

## 地理
拉图尔圣热兰（47°2'59"N, 0°24'9"E）面积13.45 平方千米，位于法国中央-卢瓦尔河谷大区安德尔-卢瓦尔省，该省份为法国中西部省份，北起萨尔特省、东北接卢瓦-谢尔省，东南接安德尔省，南至维埃纳省，西临曼恩-卢瓦尔省。
与拉图尔圣热兰接壤的市镇（或旧市镇、城区）包括：布里宰、沃德河畔尚皮尼、沙韦涅、舍泽勒、库尔库埃、莱姆雷、特讷伊。
拉图尔圣热兰的时区为UTC+01:00、UTC+02:00（夏令时）。

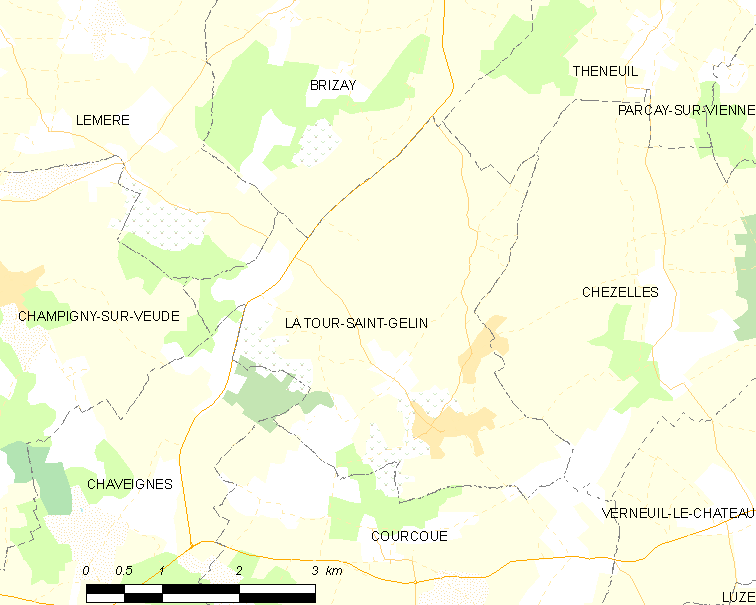
拉图尔圣热兰的OSM定位图

## 行政
拉图尔圣热兰的邮政编码为37120，INSEE市镇编码为37260。

## 政治
拉图尔圣热兰所属的省级选区为图赖讷地区圣莫尔县。

## 人口

1962-2008年间拉图尔圣热兰人口变化图示

拉图尔圣热兰于2022年1月1日时的人口数量为502人。